# 大倉工業硬式野球部
大倉工業硬式野球部（おおくらこうぎょうこうしきやきゅうぶ）は、香川県丸亀市に本拠地を置き、日本野球連盟に加盟していた社会人野球の企業チームである。1982年12月に解散した。
運営母体は、合成樹脂フィルム等を製造するメーカーの大倉工業。

## 概要
1962年、大倉工業の硬式野球部『大倉工業硬式野球部』として創部。
1967年、創部6年目で都市対抗野球に初出場を果たした。
1976年、日本選手権に初出場を果たし、本戦では1回戦で住友金属鹿島を破り全国大会初勝利をあげた。
1982年、同年は都市対抗野球と日本選手権ともに本戦出場を果たすが、シーズン終了後の12月に本社の業績低迷に伴い休部が発表され、その後廃部となった。

## 設立・沿革
- 1962年 - 『大倉工業』として創部。
- 1967年 - 都市対抗野球に初出場（1回戦敗退）。
- 1976年 - 日本選手権に初出場（2回戦敗退）。
- 1982年 - 解散。

## 主要大会の出場歴
- 都市対抗野球大会 - 出場3回
- 社会人野球日本選手権大会 - 出場4回
- JABA徳山(スポニチ)大会 - 優勝1回（1978年）

## 主な出身プロ野球選手
- 村上義則（投手） - 1970年ドラフト4位で中日ドラゴンズに入団
- 宮脇敏（投手） - 1971年ドラフト2位でロッテオリオンズに入団
- 仁科時成（投手） - 1976年ドラフト3位でロッテオリオンズに入団
- 藤岡貞明（投手） - 1979年ドラフト外で横浜大洋ホエールズに入団

## かつて在籍していた主な選手・コーチ・監督
- 富原忠夫（捕手） - 選手として在籍。現役引退後、競輪選手に転向。日本自転車競技連盟の会長などを歴任した。
- 橋野純（内野手） - 選手として在籍。母校・香川県立丸亀商業高等学校からの監督就任要請により退社。